# Canthelea abbreviata
Canthelea abbreviata är en fjärilsart som beskrevs av Boris Ivan Balinsky 1994. Canthelea abbreviata ingår i släktet Canthelea och familjen mott. Inga underarter finns listade i Catalogue of Life.